# Унтерлуггауэр, Герхард
Ге́рхард У́нтерлуггауэр (нем. Gerhard Unterluggauer; 15 августа 1976, Филлах, Австрия) — австрийский хоккеист, защитник.

## Карьера игрока

### Клубная
Унтерлуггауэр начинал свою карьеру в клубе ФСФ (он же «Филлахер»), выступая в австрийской хоккейной Бундеслиге. В 1995 году перешёл в канадскую команду «Брандон Уит Кингз», в составе которой выиграл трофей Западной хоккейной лиги. В 1997 году вернулся в «Филлах», через 4 года перешёл в немецкий «Швеннингер Уайлд Уингз», где выступал относительно неудачно: команда вылетела из немецкой Бундеслиги. После вылета клуба из Швеннингера перешёл в «ДЕГ Метро Старс», ещё через 2 года вернулся в Австрию, в Инсбрук. С 2009 года выступает за «Филлахер».

### В сборной
За сборную выступает с 1994 года. 10 апреля 2011 года сыграл 200-й матч за сборную. 6 апреля 2013 провёл 229-ю игру и побил рекорд Мартина Ульриха с 228 сыгранными встречами. Выступал на Олимпиадах 1998, 2002 и 2014 годов.